# Педро де Альварадо і Контрерас
Педро де Альварадо і Контрерас (ісп. Pedro de Alvarado y Contreras; близько 1485, Бадахос, Естремадура, Іспанія  — 4 липня 1541, поблизу Гвадалахари, Нова Іспанія) — видатний іспанський конкістадор, який відповідав за підкорення Центральної Америки, перший губернатор Гватемали. Індіанці називали його «Тонатіу» (науатль Tonatiuh, «Сонце») за яскраво-рудий колір його волосся. Відрізнявся надзвичайною жорстокістю, через що став одним з ключових персонажів «Чорної легенди».
Педро де Альварадо — суперечлива постать, яку пам'ятають як за хоробрість і військову майстерність, так і за жорстокість і насильство під час завоювання. Його спадщина залишається предметом дискусій та досліджень, особливо стосовно впливу іспанського завоювання на культури корінних народів Центральної Америки. 

## Біографія

### Походження
Народився в Бадахосі в знатній родині потомствених військових. Його батьком був Гомес де Альварадо-і-Мехіа (ісп. Gómez de Alvarado y Mexía), одружений двічі: спочатку на Тереса Суарес де Москосо-і-Фігероа, потім на Леонор де Контрерас (дочка Гонсало Контрераса де Карвахаля та Ісабель Гутьерес де Трехо-і-Ульоа). Від першого шлюбу у Гомеса була дочка Ісабела, від другого — вісім дітей:
- Педро де Альварадо і Контрерас.
- Гонсало де Альварадо і Контрерас — в 1510 р. виїхав до Індій з дядьком Дієго.
- Хорхе де Альварадо і Контрерас — в 1510 р. виїхав до Індій з дядьком Дієго. завойовник Мексики і Гватемали, засновник міст. Помер в 1553 р.
- Гомес де Альварадо і Контрерас — в 1510 р. виїхав до Індій з дядьком Дієго.
- Ернандо де Альварадо і Контрерас — в 1510 р. виїхав до Індій з дядьком Дієго.
- Хуан де Альварадо і Контрерас — в 1510 р. виїхав до Індій з дядьком Дієго.
- Сара де Альварадо і Контрерас — сестра-близнюк Педро.
- Каталіна де Альварадо і Контрерас[6]

Про ранні роки життя і точну дату народження відомостей майже немає.

### Переїзд до Америки
У 1510 р. Альварадо вирушив на Еспаньйолу разом з дядьком Дієго де Альварадо і Мехія де Сандоваль (ісп. Diego de Alvarado y Mexía de Sandoval) і п'ятьма молодшими братами. Брав участь в експедиції Хуана де Гріхальва на Юкатан, де дізнався про багатства Мексики.

### У команді з Кортесом

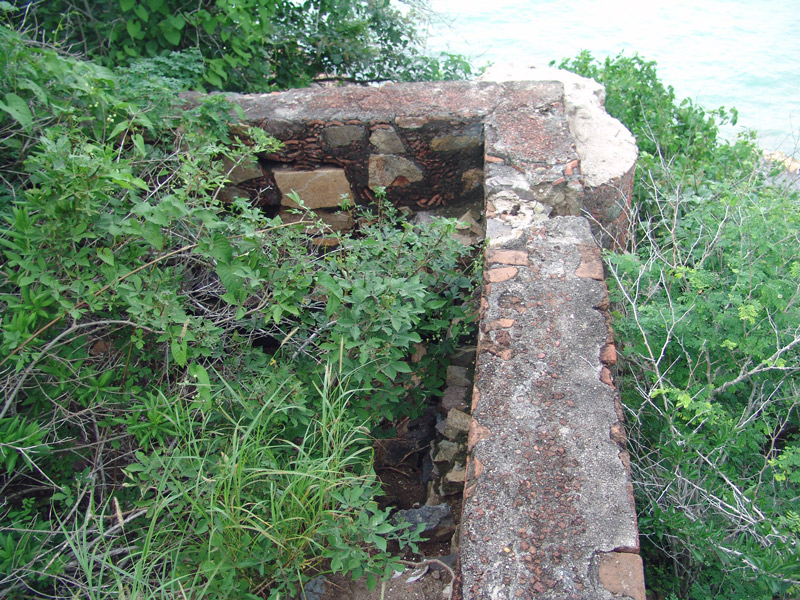
Рештки «Фортеці Альварадо»

У 1519 р. увійшов до загону Ернана Кортеса, командуючи одним з 11 суден експедиції. Був одним з 16 кінних лицарів первісного загону. Надалі був довіреною особою Кортеса, фактично його заступником. Саме Альварадо був залишений комендантом захопленого Теночтітлана, коли з'явилися звістки про висадку Нарваеса. Вперше проявив свою жорстокість, без видимих причин перебивши безліч знатних ацтеків, які зібралися для релігійної церемонії.
Під час «Ночі печалі» 1 липня 1520 р.командував ар'єргардом. У міфологію Конкісти увійшов Salto de Alvarado («Стрибок Альварадо») — не бажаючи потрапити до рук повсталих індіанців, лейтенант Альварадо скористався списом як жердиною для стрибків у висоту.

### Завоювання Гватемали
У 1524 р. Альварадо за дорученням Кортеса повів іспанців на підкорення гватемальського нагір'я. Завдання полегшувалося тим, що ця країна була населена ворожими один одному народами сім'ї мая — какчикелів та кіче. До індіанців він був вкрай жорстоким: села спалювалися, а їхніх жителів кидали на розтерзання псам. Повстання індіанців під проводом Атлакатля змусило іспанців відступити на північ, сам Альварадо був важко поранений у стегно.
Протягом 1527—1531 років Альварадо, отримавши від короля титул губернатора і аделантадо, хазяйнував у заснованому ним місті Сантьяго-де-лос-Кабальєрос. Звідти він розсилав загони на підкорення Белізу, Гондурасу і Сальвадору. Був нагороджений орденом Сантьяго де Компостела.

### Завоювання Еквадору і кончина
У 1534 р. Альварадо, потай від короля, вирушив на підкорення Еквадору, але зустрів там загін людей Франсиско Пісарро на чолі з Себастьяном де Белалькасаром. Справа ледь не дійшла до сутички, але в останній момент передумав Альварадо і продав свої кораблі та боєприпаси Дієго де Альмагро за 100 тисяч песо золотом.

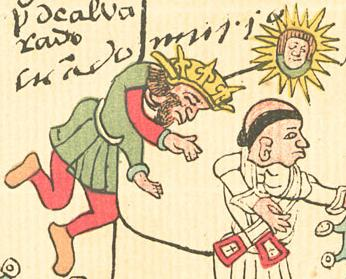
Кончина Альварадо. Індіанський малюнок

Альварадо загинув під час придушення повстання індіанців: поблизу Ночістлана в Сакатекас, його скинув власний кінь, і він помер через кілька днів. Похований був спочатку в Мічоакані, й тільки в 1580 р. його дочка перевезла прах до кафедрального собору Сантьяго-де-лос-Кабальєрос. Нині собор зруйнований.
Після смерті Альварадо його дружина протягом кількох місяців керувала Гватемалою, проте загинула від селю при виверженні вулкана Агуа.

## Приватне життя

### Законні шлюби
Вперше Альварадо одружився в 1527 р. на племінниці графа Альбукерк — Франсиско де ля Куєва, яка померла після переходу через Атлантичний океан.В 1537 р. конкістадор одружився з її сестрою, Доньє Беатріс де ля Куєва. Обидва офіційних шлюби Альварадо були бездітні.

### Коханки і нащадки
Вірною супутницею життя конкістадора була індіанська наложниця, дочка тласкаланського вождя Шікотенкатль (Xicoténcatl або Teculuace), у святому хрещенні — дона Луїса де Тласкала (ісп. Luisa de Tlaxcala). Шікотенкатль у 1519 р. була подарована її батьком Ернану Кортесу на доказ вірності іспанцям, Кортес, у свою чергу, подарував її Альварадо. Луїса де Тласкала в Мексиці розглядалася як законна дружина Альварадо, мала високий суспільний статус, і супроводжувала його в усіх походах. Померла вона в 1535 р. і була похована у кафедральному соборі Гватемали. Від своєї індіанської наложниці Альварадо мав трьох дітей:
- Леонор де Альварадо — дружина Педро де Портокарреро
- Педро — загинув в морі по дорозі до Іспанії
- Дієго «Метис» — помер, імовірно, в 1554 р. під час громадянських воєн в Перу.

У нього також були син і дочка від іспанських коханок:
- Гомес — про нього немає жодних достовірних відомостей.
- Ана де Альварадо (Аніта), імовірно, вийшла заміж за брата другої дружини свого батька.[6](Берналь Діас переплутав її з Леонор де Альварадо)

## Свідчення очевидця
Альварадо ще в 1537 р. побудував у Гватемалі, де він був намісником, на самому західному краю Нового Світу, в гавані Акахутлі, великий флот з 13 кораблів. Метою було: знайти шлях в Китай. На це підприємство Альварадо витратив майже весь свій статок, всі ті величезні багатства, які він вивіз з Перу. Але віце-король Антоніо де Мендоса, дізнавшись про це і передбачаючи успіх, неодмінно захотів брати участь у справі. Альварадо погодився і в 1538 р. прибув до Мешика, щоби спільно з віце-королем обрати начальника експедиції, адже сам він не міг залишити Гватемалу через сильні заворушення.
Ось тут-то і сталося повстання в Халіско. Альварадо поспішив на допомогу вельми вчасно, так як купка іспанців була близька до виснаження. Ворог відступив, але продовжував відбиватися в горах; Альварадо наступав. І сталося так, що на гірській стежині кінь одного з солдатів оступився, потім перекинувся і так сильно підім'яв Педро де Альварадо, що він знепритомнів. Його поклали на ноші, він кілька разів приходив до тями, але незабаром помер, адже не було справжнього догляду та спокою.
Так помер один з найвизначніших наших товаришів, справжній конкістадор «першого призову». Численна його сім'я гірко плакала, найбільше побивалася його дружина, дена Беатріс де ла Куєва. Всі ми, старі його товариші, намагалися її втішити, але марно. І ось, несповідимим чином сталося, що і вона незабаром покинула цю юдоль печалі при незвичайних абсолютно умовах.
А саме: сусідній з містом Сантьяго де Гватемала вулкан, який вирував уже три доби, вивергнув такий потік лави, каменів і киплячої води, що по дорозі виривалися столітні дерева і пробивалися найтовщі стіни. Все змішалося, ніхто не знав, що робить сусід, батько не смів допомогти синові. Було це 11 вересня 1541 р., в неділю, під вечір. Майже половина Сантьяго де Гватемали загинула, зруйнований був і будинок, де жила вдова Альварадо. Вона з дочками і служниця рятувалася у міцній каплиці, але увірвався гарячий вал і всіх вигубив, врятувалися лише дочка і дві служниці, їх витягли з-під руїн зі слабкими ознаками життя. Дочка ця і залишилася єдиним нащадком Педро де Альварадо, бо сини теж померли в молодості.

Берналь Діас дель Кастільо. Правдива історія завоювання Нової Іспанії. Пер. Д. Н. Єгорова